# Псаммофор

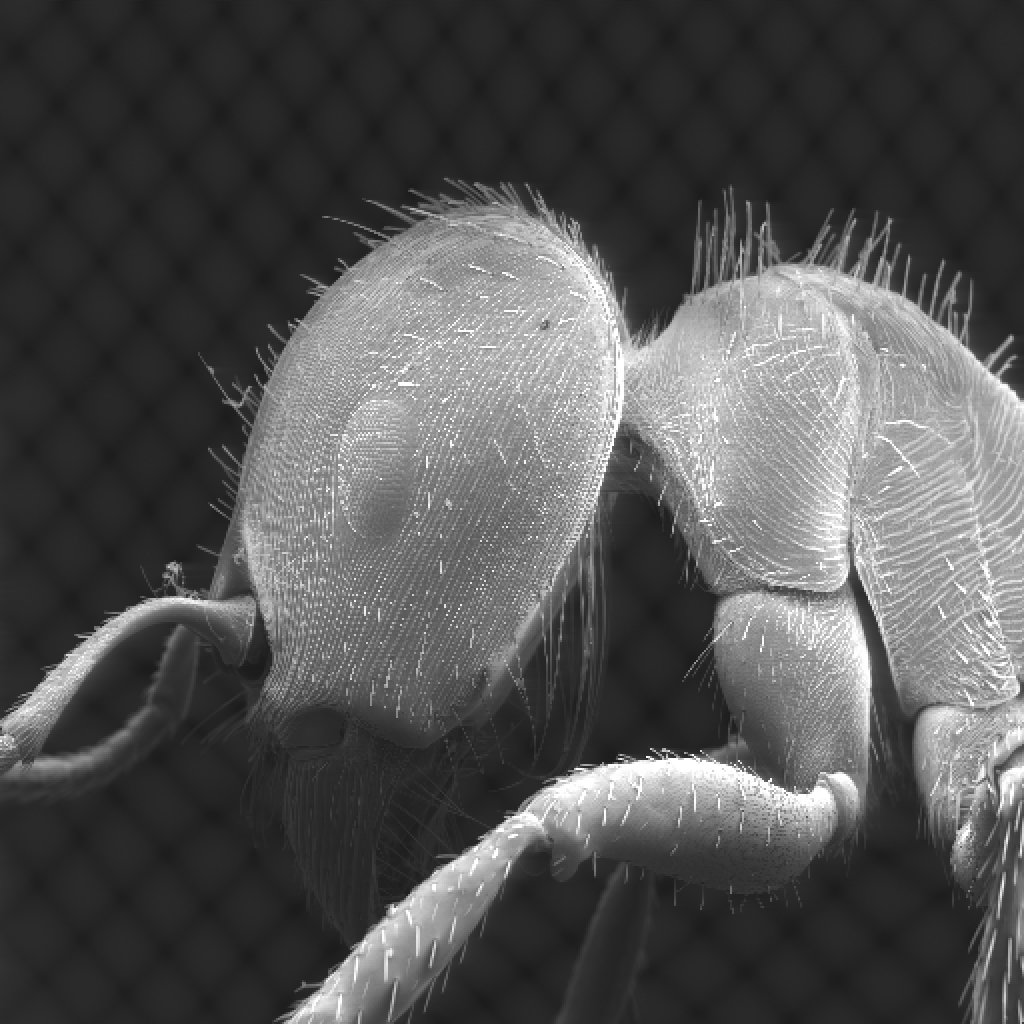
Псаммофор под головой муравья-жнеца рода (P. barbatus)

Псаммофор (др.-греч. ψάμμος «песок» и φέρω «несу») — образование из щетинок и волосков на нижней стороне головы у некоторых муравьёв и ос.

## Описание
Впервые на корзиночку из волосков под головой у пустынных муравьёв обратил внимание американский мирмеколог Уильям Уилер, назвавший их аммохетами (Wheeler W.M., 1907). Причём она обнаруживалась только у видов из аридных областей и отсутствовала у представителей гумидных регионов. Функцию их смог объяснить позднее мирмеколог Феликс Санчи (Felix Santschi, 1872–1940) (Santschi F., 1909), первым обнаруживший их использование при переноске частичек почвы и давший им название псаммофор. В состав псаммофора муравьёв входят волоски, расположенные на нижней стороне головы, на клипеусе, на мандибулах и на нижней губе. У муравьёв-жнецов рода Messor выделяют 4 стадии развития и специализации псаммофора: простой — несовершенный — совершенный — специализированный (Арнольди К. В., 1977).

## Распространение
Встречается у нескольких пустынных муравьёв, в том числе у муравьёв-жнецов родов Messor и Pogonomyrmex, а также у некоторых других муравьёв (Cataglyphis, Chelaner, Goniomma, Ocymyrmex, Monomorium, Oxyopomyrmex и других) и роющих (Sphecidae) и песчаных ос (Crabronidae). В 1948 году французский мирмеколог Ф. Бернар отмечал наличие псаммофора у 36 видов из 110 пустынных муравьёв.

## Функции
Псаммофор используется для переноски мелких частичек почвы и песка, мелких семян, яиц и повышает эффективность при постройке муравейников. Осы рода Belomicrus с помощью псаммофора на бёдрах передних ног и под головой роют норки для своих гнезд.